# Alex Chilton
Pour les articles homonymes, voir Chilton.
Alex Chilton (de son vrai nom William Alexander Chilton), né le 28 décembre 1950 à Memphis, Tennessee, et mort le 17 mars 2010 à La Nouvelle-Orléans, est un chanteur, guitariste, harmoniciste et producteur de rock américain.
Durant son adolescence, il fait partie des Box Tops, dont la chanson The Letter se classe à la première place du Billboard Hot 100 en 1967. Alex Chilton et Chris Bell (en) fondent Big Star en 1971, le groupe ne connait aucun succès commercial mais leurs chansons sont reprises par de nombreux artistes et assurent à leurs auteurs une réputation de songwriter et le respect des critiques musicaux. Après la séparation de Big Star, Chilton mène une carrière solo et de producteur notamment pour les Cramps.

## Biographie

### Début de carrière
Alex Chilton se lance à 16 ans dans une carrière musicale avec le groupe blue-eyed soul Ronnie and the Devilles. Rebaptisé The Box Tops, le groupe connait le succès dès l'année suivante grâce au titre The Letter, écrit par Wayne Carson Thompson. La chanson se classe numéro 1 du Billboard Hot 100 aux États-Unis et entre dans le Top 10 britannique. Le quintette se produit notamment en première partie des Beach Boys et sort d'autres hits, dont Neon Rainbow, Cry Like a Baby et Soul Deep,.
Initialement chanteur au sein des Box Tops, Chilton commence également à composer. Ses chansons sont régulièrement rejetées par le producteur Dan Penn (en). Les premières compositions de Chilton apparaissent sur Dimensions, le 4e et dernier album du groupe, qui se sépare en 1970 après le départ de Bill Cunningham.

### Au sein de Big Star
En 1971, Alex Chilton retrouve Chris Bell (en), un ancien camarade d'école avec lequel il a fondé ses premiers groupes, alors membre du trio Ice Water, qui devient Big Star après l'arrivée de Chilton. La formation, également composée du batteur Jody Stephens et du bassiste Andy Hummel, enregistre trois albums entre 1972 et 1974 qui sont des échecs commerciaux mais sont aujourd'hui considérés comme des disques importants de l'histoire du rock. Bell quitte le groupe après la sortie de #1 Record, les deux albums suivants sont écrits par Chilton. Third/Sister Lovers, enregistré en 1974, n'est pas jugé assez commercial par le label Ardent Records (en) et ne sera édité qu'en 1978, après la séparation de Big Star,,. Chilton reforme Big Star en 1993.

### Carrière solo
Chilton s'installe à New York en 1977 et forme le groupe Alex Chilton and the Cossacks avec Chris Stamey (en), qui va par la suite fonder The dB's, et Richard Lloyd, guitariste de Television. Chilton poursuit ensuite une carrière solo,.

### Carrière de producteur
Alex Chilton produit les premiers enregistrements du groupe The Cramps, qui leur permettent d'être signés par le label indépendant IRS Records, ainsi notamment que leur album Songs the Lord Taught Us, édité en 1980. En 1990, il produit l'album I Know You Fine, But How You Doin du groupe de garage rock The Gories.

### Décès
Alex Chilton meurt d'une crise cardiaque, le 17 mars 2010, dans un hôpital de La Nouvelle-Orléans. Il aurait dû se produire au festival South by Southwest le samedi suivant.

## Héritage
Le site Allmusic.com considère Big Star comme l'un des groupes power pop essentiels (« The quintessential American power pop band »). Leur musique a influencé des groupes britanniques, tels Teenage Fanclub, et américains, notamment The Posies, dont deux membres ont participé à la reformation de Big Star dans les années 1990. Leurs chansons ont été reprises par de nombreux artistes, dont Elliott Smith, Jeff Buckley et Beck.
La chanson Thirteen, écrite par Alex Chilton et Chris Bell, parue en 1972 sur l'album #1 Record, est retenue par le magazine musical américain Rolling Stone dans la liste des 500 plus grandes chansons de tous les temps (« The 500 Greatest Songs of All Time »), établie en 2003. Les trois albums studio de Big Star sont inclus dans la liste des 500 plus grands albums de tous les temps (« The 500 Greatest Albums of All Time ») établie par le magazine,.
Artiste culte, Alex Chilton est considéré comme une icône underground, notamment en France où plusieurs de ses albums ont été édités par le label New Rose. Il a eu une influence majeure sur des groupes tels R.E.M. et The Replacements, ces derniers lui ont dédié la chanson Alex Chilton, éditée en 1987 sur leur album Pleased to Meet Me.

## Discographie

### Albums solo
- Like Flies on Sherbert (1979, Peabody)
- Bach's Bottom (1981)
- High Priest (1987, Big Time)
- Clichés (1994, Ardent Records (en))
- A Man Called Destruction (1995, Ardent)
- Cubist Blues (1996 , avec Alan Vega et Ben Laughn)
- Set (2000, Bar/None)

### Albums live
- Live in London (1982)
- Live in Anvers (2004)

### EP
- Singer Not the Song (1977, Ork)
- Feudalist Tarts (1985, Big Time)
- Black List (1990, New Rose)

### Compilations
- Document (1985, Aura)
- Stuff (1987, New Rose)
- 19 Years: A Collection of Alex Chilton (1991, Rhino Records)
- Free Again: The "1970" Sessions (2012, Omnivore Recordings)
- Step Right Up: The Songs of Tom Waits - (1995, Manifesto). Titre : "Downtown".
- Songs From Robin Hood Lane (2019, Bar/None Records)
- From Memphis to New Orleans (2019, Bar/None Records)